# Buđanovci
Buđanovci (en serbe cyrillique : Буђановци) est une localité de Serbie située dans la province autonome de Voïvodine. Elle fait partie de la municipalité de Ruma dans le district de Syrmie (Srem). Au recensement de 2011, elle comptait 1 496 habitants.
Buđanovci, officiellement classé parmi les villages de Serbie, est une communauté locale, c'est-à-dire une subdivision administrative, de la municipalité de Ruma.

## Géographie

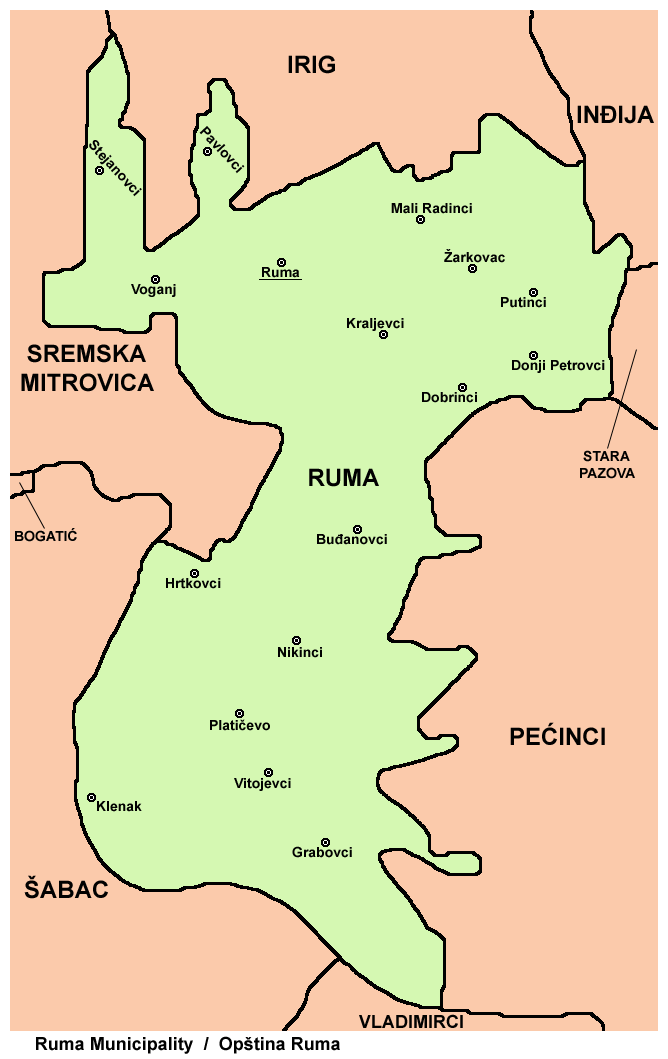
Localisation de Buđanovci dans la municipalité de Ruma

Buđanovci se trouve dans la région de Syrmie.

## Histoire
Le village est mentionné pour la première fois en 1447.
En 1999, pendant la guerre du Kosovo et au cours de la campagne de bombardement de la Serbie par l'OTAN, un avion furtif américain F-117A a été abattu près de Buđanovci.

## Démographie

### Évolution historique de la population
| 1948  | 1953  | 1961  | 1971  | 1981  | 1991  | 2002  | 2011  |
| ----- | ----- | ----- | ----- | ----- | ----- | ----- | ----- |
| 2 274 | 2 389 | 2 392 | 2 260 | 1 991 | 1 848 | 1 757 | 1 496 |

|  |

### Données de 2002
Pyramide des âges (2002)
En 2002, l'âge moyen de la population était de 39,8 ans pour les hommes et 41,6 ans pour les femmes.
Répartition de la population par nationalités (2002)
En 2002, les Serbes représentaient 97,1 % de la population ; le village abritait notamment une minorité rom (1,76 %).

### Données de 2011
En 2011, l'âge moyen de la population était de 42,9 ans, 41,5 ans pour les hommes et 44,3 ans pour les femmes.

## Éducation
Buđanovci possède une école élémentaire, l'école Nebojša Jerković.

## Tourisme
L'église Saint-Gabriel de Buđanovci a été construite entre 1763 et 1766 ; elle est inscrite sur la liste des monuments culturels de grande importance de la république de Serbie.